# Kenneth S. Deffeyes
Kenneth S. Deffeyes (1931-2017) was een Amerikaans geoloog die samenwerkte met M. King Hubbert, bekend van Hubbert's peak, bij het Shell onderzoekslaboratorium in Houston, Texas. In 1967 werd hij docent aan de Princeton universiteit en in 1998 werd hij daar emeritus hoogleraar.